# Полутов, Дмитрий Васильевич
Дмитрий Васильевич Полутов (1858 — ?) — купец 1-й гильдии, коммерции советник, почётный мировой судья округа Читинского окружного суда. Почётный блюститель второго Читинского приходского училища. Меценат. Почётный гражданин Читы.

## Биография
Родословную Полутовых можно отследить начиная с 1721 года — среди их предков были забайкальские казаки. Дмитрий Полутов родился в 1858 году в станице Митрофановской. После службы в казачьем полку он начал заниматься торговой деятельностью. С 1 января 1883 года числился[кто?] купцом 2-й гильдии.
В 1869 году была организована Торгово-Промышленная фирма Полутовых в станице Митрофановой Забайкальской области. Вначале ею руководил Василий Полутов, затем его сыновья — Иван, Николай, Александр и Дмитрий. Дмитрий Полутов активно участвовал в жизни фирмы, а затем стал распорядителем дел.
Когда Василий Полутов умер, и также умерли его сыновья Иван и Николай, оставшиеся Дмитрий и Александр стали развивать свою деятельность в Чите и перенесли туда свою фирму в 1900 году.
В конце XIX века «Торгово-промышленное Товарищество братьев Полутовых» купило земельный участок с 8 деревянными одноэтажными домами, надворными постройками и винным складом у купца Михаила Дмитриевича Бутина. После покупки земли, братья стали там строить Доходный дом, а сам квартал с застройками стал называться Полутовским. В 1903—1905 годах велось строительство особняка Дмитрия Васильевича Полутова, который находится по адресу улица Ленина, 100 и является объектом культурного наследия федерального значения. В этом доме находилась контора Товарищества и жил сам купец. Был построен «Доходный дом Полутова», современный адрес которого улица Ленина, 100 б, здание по адресу Бутина, 39, в котором сейчас находится мэрия, здание по адресу улица Журавлева, 28.
С 1 января 1907 года Дмитрий Полутов — купец первой гильдии.
В 1907 году брат Дмитрия Васильевича Полутова — Александр, умер. Дмитрий Полутов стал осуществлять торговлю и извозно-транспортное дело на территории Читинского и Нерчинского округов, по направлениям к станциям Сретенск и Верхнеудинск. У фирмы, под руководством Дмитрия Полутова, были организованы подряды на Забайкальской железной дороге, поставки дров, шпал, разных материалов. Фирма Дмитрия Полутова участвовала в постройке Среднесибирской железной дороги, поставляла провизию населению Забайкальской области в годы неурожая, участвовала в эксплуатации Петровского чугуноплавильного завода кабинета Его Императорского Величества.
Дмитрий Полутов — владелец лесопильного завода на станции «Бодо». Участвовал в создании Читинской электрической станции, Читинской крупчатой мельнице, вел золотопромышленные дела на Забайкалье, поставлял провиант для Интендантства.
Дмитрий Полутов избирался в члены учетного ссудного комитета при Читинском отделении Государственного банка, был награжден за свою службу золотыми медалями на Станиславской и Александровской лентах.
Дмитрий Васильевич Полутов был членом Читинского городского сиротского суда, почётным мировым судьей округа Читинского окружного суда. Занимал должность почётного блюстителя второго Читинского приходского училища. Исполнял обязанности церковного старосты церкви Института благородных девиц города Иркутска. Состоял в благотворительных организациях.
Он получил звание Коммерции Советника в 1913 году за сделанное крупное пожертвование, размер которого превысил 25 000 рублей. Пожертвование было направление на постройку нового здания для Читинского Мариинского женского приюта, а также для устройства при этом приюте церкви во имя Св. Дмитрия Солунского. Здание приюта было трехэтажным, с водяным отоплением и домашним водопроводом. В здании приюта были мастерская, классные комнаты, церковь, кухня, баня, столовая и другие помещения. Воспитанники приюта изучали чтение, арифметику, хоровое пение.
Построил две церкви в станице Митрофановой и у себя на родине. В Иркутске на протяжении 1914—1916 годов было построено 4 каменных здания, которые предназначались для лазарета Красного Креста. Для того, чтобы работы были завершены, Дмитрий Полутов добавил личные средства в размере не более 40 тысяч рублей.
Полутовский квартал застраивался до августа 1914 года. К этому моменту, было построено 17 домов, среди которых были доходные дома, конюшня, баня, артезианский колодец.
Дмитрий Васильевич Плутов покинул Российскую империю в 1920 году и о его дальнейшей жизни нет никаких сведений. Его имущество было конфисковано и национализировано.